# Fernando Salazar
Fernando Salazar Lomelí (13 de julio de 1979, Guadalajara, México) es un exfutbolista mexicano que surgió de las fuerzas básicas del Atlas. En el torneo Clausura 2005 es fichado para jugar con los Tuzos del Pachuca. Y en el Equipo Necaxa

## Trayectoria
"El Pollo" Salazar, surge de la cantera del Club Deportivo Occidente, formó parte de la Selección Jalisco sub-17 en el torneo nacional de la categoría en 1994, de donde fue a pasar a la cantera del Atlas, debutando en el torneo de Verano 1999, mismo donde participaría en cinco encuentros y lograría destacar en los campeonatos siguientes en la defensa atlista. En el torneo de Verano 2001, jugaría con el Deportivo Toluca siendo titular prácticamente en todos los encuentros disputados. Regresaría para el Invierno 2001 al Atlas y jugaría hasta Apertura 2004. Con estos equipos no conseguiría ningún título.
"El Pollo", llama la atención de la directiva del Pachuca para reforzar al equipo en la línea defensiva en el campeonato de Clausura 2005 y para la Copa Libertadores 2005, siendo un referente en la defensa, y logrando coronarse en dos torneos nacionales y dos internacionales.
Para el Morelia comenzó jugando de medio de contención pero actualmente se desempeña como defensa central.

## Selección nacional
Fernando Salazar ha sido convocado un total de 9 veces, todas ellas fue llamado por el seleccionador nacional Ricardo Antonio La Volpe, su última participación con la Selección Mexicana fue en el partido amistoso entre México y Corea, con victoria para los asiáticos.

## Clubes
| Club                 | País   | Año        | PJ (enlace roto disponible en Internet Archive; véase el historial, la primera versión y la última). | Goles (enlace roto disponible en Internet Archive; véase el historial, la primera versión y la última). |
| -------------------- | ------ | ---------- | --- | --- |
| Atlas de Guadalajara | México | 1999-2000  | 44                                                                                                   | 3 |
| Deportivo Toluca     | México | 2001       | 17                                                                                                   | 0 |
| Atlas de Guadalajara | México | 2001-2004  | 124                                                                                                  | 3 |
| Pachuca CF           | México | 2005-2008  | 110                                                                                                  | 13 |
| Monarcas Morelia     | México | 2008-2010  | 82                                                                                                   | 4 |
| Necaxa               | México | 2011       | 12                                                                                                   | 0 |
| Club León            | México | 2011-2012  | 22                                                                                                   | 0 |
| Monarcas Morelia     | México | 2012-2013  | 0 | 0 |
| Mérida FC            | México | 2013 -2015 | 0 | 0 |

Monarcas Morelia

## Palmarés

### Campeonatos nacionales
| Título          | Club    | País   | Año  |
| --------------- | ------- | ------ | ---- |
| Clausura        | Pachuca | México | 2006 |
| Clausura        | Pachuca | México | 2007 |
| Clausura        | León    | México | 2012 |
| Liga de Ascenso | León    | México | 2012 |